# Воронов Геннадій Іванович
Геннадій Іванович Воронов (18 серпня (31 серпня) 1910 року, село Рамешки Бежецького повіту Тверської губернії, тепер Тверської області, Російська Федерація — 1 квітня 1994, Москва) — радянський державний і партійний діяч, голова Ради міністрів Російської РФСР. Член ЦК КПРС у 1952—1975. Кандидат у члени Президії ЦК КПРС (18 січня — 31 жовтня 1961 року). Член Президії (Політбюро ЦК КПРС) (31 жовтня 1961 — 27 квітня 1973 року). Член Бюро ЦК КПРС по РРФСР (20 січня 1961 — 8 квітня 1966 року). Депутат Верховної Ради СРСР 3—8-го скликань.

## Біографія
Народився в родині сільського вчителя. Трудову діяльність розпочав у 1929 році, працював електромонтером, бригадиром і майстром на будівництві Череповецького скляного і Пермського суперфосфатного заводів.
Член ВКП(б) з 1931 року.
З 1932  року навчався у Томському індустріальному інституті. У 1936 році закінчив електромеханічне відділення гірничого факультету Томського індустріального інституту імені Кірова. У 1936—1937 роках — слухач Новосибірського інститут марксизму-ленінізму.
У 1937—1938 роках — завідувач культурно-пропагандистського відділу Кіровського районного комітету ВКП(б) міста Томська.
У 1938—1939 роках — завідувач відділу пропаганди і агітації, 3-й секретар Прокоп'євського міського комітету ВКП(б) (тепер Кемеровської області).
У 1939—1943 роках — секретар, 3-й секретар Читинського обласного комітету ВКП(б).
У 1943—1948 роках — 2-й секретар Читинського обласного комітету ВКП(б).
У грудні 1948—1955 роках — 1-й секретар Читинського обласного комітету ВКП(б)-КПРС. Одночасно, у грудні 1948—1950 роках — 1-й секретар Читинського міського комітету ВКП(б).
У 1955—1957 роках — заступник міністра сільського господарства СРСР.
У лютому 1957 — 26 січня 1961 року — 1-й секретар Оренбурзького (до грудня 1957 року — Чкаловського) обласного комітету КПРС.
20 січня — 17 жовтня 1961 року — заступник голови, 17 жовтня 1961 — 23 листопада 1962 року — 1-й заступник голови Бюро ЦК КПРС по РРФСР.
23 листопада 1962 — 23 липня 1971 року — голова Ради Міністрів РРФСР.
22 липня 1971 — 7 травня 1973 року — голова Комітету народного контролю СРСР.
З травня 1973 року — персональний пенсіонер союзного значення. Похований на Новокунцевському цвинтарі в Москві.

## Нагороди
- два ордени Леніна
- медаль «За трудову доблесть» (25.12.1959)
- медалі